# چاه دیوان (روستا)
بقایای روستای چاه دیوان مربوط به دوره معاصر است و در شهرستان زاهدان، بخش مرکزی، روستای بگ واقع شده و این اثر در تاریخ ۷ مهر ۱۳۸۱ با شمارهٔ ثبت ۶۴۶۹ به‌عنوان یکی از آثار ملی ایران به ثبت رسیده است.